# 천하무적
천하무적(天下無賊, A World Without Thieves)은 홍콩에서 제작된 펑샤오강 감독의 2004년 액션, 드라마 영화이다. 유덕화 등이 주연으로 출연하였고 첸 쿠오푸 등이 제작에 참여하였다.

## 출연

### 주연
- 유덕화
- 유약영

### 조연
- 갈우
- 리빙빙
- 왕바오창
- 황추생
- 두문택
- 임가동
- 장한위
- 우용
- 쉬판
- 푸뱌오
- 이리
- 범위
- 풍원정
- 종평
- 유철용
- 황애령
- 장희림
- 최홍
- 주청
- 두광패
- 예나
- 장월
- 장호
- 범동의
- 동파
- 유소수
- 합극모
- 양악홍
- 노전상
- 한빙
- 위연병
- 황준상
- 조국강
- 하영민
- 조양
- 조병곤
- 왕예
- 강민홍
- 장명
- 요찬화
- 진산산
- 곡석군
- 이명걸
- 유방육
- 당신신
- 장염홍
- 상남
- 진복생
- 유동
- 송소녕
- 당상
- 맹하
- 장묘묘
- 이광신
- 송숙금
- 만정
- 마과
- 장봉란
- 왕비
- 호혁봉
- 관문휘
- 고원
- 유문리
- 소흔
- 왕건
- 대계문
- 호정패
- 고지신
- 정려가
- 팽우

## 제작진
- 출품인: 왕중군
- 출품인: 왕위
- 출품인: 장징
- 출품인: 장진화
- 프로듀서: 왕군
- 프로듀서: 전실목
- 프로듀서: 유염아
- 프로듀서: 양과
- 프로듀서: 육국강
- 프로듀서: 노운
- 조명: 정자력
- 조감독: 서종정
- 조감독: 황제
- 녹음: 왕단융
- 미술: 조해
- 미술: 조경
- 소품: 리밍산
- 소품: 도신건
- 소품: 이보중
- 특수효과: 화룡전영수위제작유한공사
- 분장: 곽경하
- 분장: 우소정
- 분장: 정여려
- 분장: 진이리
- 헤어: 서추문
- 헤어: 종정강
- 의상: 종평
- 의상: 번기휘
- 무술감독: 장다오하이